# Abronia ornelasi
Abronia ornelasi е вид влечуго от семейство Слепоци (Anguidae).

## Разпространение
Видът е разпространен в Мексико.